# Juan Tuñas
Juan „Romperredes“ Tuñas Bajeneta (* 17. Juli 1917 in Havanna; † 4. April 2011 in Mexiko-Stadt) war ein kubanischer Fußballspieler.

## Karriere

### Vereine
Tuñas spielte für die kubanischen Vereine CD Centro Gallego und Juventud Asturiana in der Campeonato Nacional de Fútbol de Cuba, der höchsten Spielklasse im kubanischen Fußball und gewann insgesamt viermal die Meisterschaft. 1941 begab er sich nach Mexiko und spielte dort für den Real Club España von 1941 bis 1945. Mit dem Verein gewann er zweimal die Meisterschaft und wurde 1943 zum besten im Ausland tätigen kubanischen Sportler ausgezeichnet. Mehrmals gelangen ihm während seiner Zeit bei den Españistas in einem Spiel drei Tore und am 26. März 1942 erzielte er sogar alle vier Tore zum 4:1-Sieg gegen den Stadtrivalen Club Marte. Zu diesem Verein wechselte er anschließend und beendete bei den Marcianos am Saisonende 1946/47 seine sportliche Karriere; den Rest seines Lebens verbrachte er in Mexiko.

### Nationalmannschaft
Nachdem die Nationalmannschaft Kubas in der Qualifikation für die Weltmeisterschaft 1934 in Italien in der Gruppe 11, für Nord- und Mittelamerika an der Nationalmannschaft Mexikos  in der Runde 2 gescheitert war, ereilte Tuñas und seine Mannschaft das Glück – ohne ein Qualifikationsspiel bestritten zu haben – das erste Mal bei einer Weltmeisterschaft vertreten zu sein. Die US-amerikanische Nationalmannschaft, Mitbewerber in Gruppe A, verzichtete auf eine Spielaustragung gegen Kuba, sowie alle vier Nationalmannschaften, die in Gruppe B gesetzt waren. Zum Aufgebot für die WM-Endrunde gehörend, kam Tuñas in drei Turnierspielen zum Einsatz. Sein Tor im Achtelfinale zum 3:3-Unentschieden in der 111. Minute gegen die Nationalmannschaft Rumäniens machte ein im Wiederholungsspiel erforderlich, das mit 2:1 gewonnen wurde. In diesem wirkte er mit, wie auch bei der 0:8-Niederlage gegen die kampflos und somit entspannt ins Viertelfinale gelangte Nationalmannschaft Schwedens.
Er war der am längsten überlebende Spieler der A-Nationalmannschaft, die bei der Weltmeisterschaft 1938 in Frankreich spielte. 

## Erfolge
Nationalmannschaft
- Teilnehmer an der Weltmeisterschaft 1938

CD Centro Gallego
- Kubanischer Meister 1937, 1938, 1939

Juventud Asturiana
- Kubanischer Meister 1941

Real Club España
- Mexikanischer Meister 1942, 1945

## Sonstiges
Seinen Spitznamen „el romperredes“ („der Netze-Zerreißer“) erhielt er, nachdem er 1941 in einem kubanischen Ligaspiel mit einem wuchtigen Torschuss das Tornetz zerrissen hatte.